# 人工智能法案
《人工智能法案》（英語：Artificial Intelligence Act, AI Act）是欧盟關於人工智能 (AI) 的法規。
該項法案由欧盟委员会在2021年4月21日提议，于2024年3月13日獲得欧洲议会通過，5月21日获欧盟理事会接受。法案旨在为人工智能引入一个共同的监管和法律框架。除軍事用途外，法案范围涵盖所有人工智能類型的範疇。作为监管产品的一部分，它不会赋予个人权利，但会规范人工智能系统的提供者，以及以专业身份使用它们的实体。與歐盟的《歐盟一般資料保護規範》一樣，如果來自歐盟以外的提供者在歐盟境內擁有用戶，則該法案可以在歐盟外治外法权適用。
它涵蓋了廣泛領域的所有類型的人工智慧，但僅用於軍事、國家安全、研究和非專業目的的人工智慧系統除外。作為產品監管的一部分，它並沒有賦予個人權利，而是對人工智慧系統的提供者和在專業環境中使用人工智慧的實體進行監管。 該法案草案進行了修訂，以解決生成式人工智慧系統日益普及的問題，例如ChatGPT，其通用功能不適合主要框架。計劃對具有系統影響的強大生成人工智慧系統制定更嚴格的法規。
該法案根據造成傷害的風險對非豁免人工智慧應用進行分類。有四個等級 — 不可接受風險、高風險、有限風險、最小風險 — 加上一個通用人工智慧的附加類別。具有不可接受風險的應用程式將被禁止。高風險應用程式必須遵守安全、透明度和品質義務，並接受合格評定。有限風險應用程式僅具有透明度義務，而最小風險應用程式則不受監管。對於通用人工智慧，施加了透明度要求，並對高效能模型進行了額外評估。

## 規定

### 風險類別
根據應用程式的類型，有不同的風險類別，其中一個特定類別專用於通用生成式人工智慧：
- 不可接受的風險 (Unacceptable risk) － 除特定豁免外，此類人工智慧應用被禁止。如果不適用豁免，這包括操縱人類行為的人工智慧應用程式、在公共場所使用即時遠端生物特徵識別（例如臉部辨識）的人工智慧應用程式以及用於社會評分的應用程式（根據個人特徵、社會地位對個人進行排名）。
- 高風險 (High-risk) － 預計會對人們的健康、安全或基本權利構成重大威脅的人工智慧應用。值得注意的是，人工智慧系統用於健康、教育、人才招聘、關鍵基礎設施管理、執法、或司法。它們受到品質、透明度、人工監督和安全義務的約束，並且在某些情況下需要在部署之前進行「基本權利影響評估」。[9]在將它們投放市場之前以及整個生命週期中都必須對其進行評估。高風險應用程式清單可以隨著時間的推移而擴展，而無需修改人工智慧法案本身。[5]
- 通用人工智慧 (General-purpose AI) － 於2023年添加，此類別尤其包括ChatGPT等特定基礎模型。它們須遵守透明度要求。可能造成系統性風險的高影響力通用人工智慧系統（特別是那些使用超過 1025FLOPS 的運算能力進行訓練的系統）[10] 也必須經過徹底的評估過程。
- 有限風險 (Limited risk) — 此類人工智慧系統具有透明度義務，確保用戶獲悉他們正在與人工智慧系統交互，並允許他們做出明智的選擇。例如，此類別的包括可產生或操作影像、聲音或視訊（例如深伪技术(Deepfakes)[8]）的 AI 應用程式。在此類別中，開源的免費模型（即其參數是公開可用的）不受監管，但有一些例外。[10][11]
- 最小風險 (Minimal risk) － 此類別包括例如用於視訊遊戲或垃圾電子郵件篩檢的人工智慧系統。大多數人工智慧應用預計都屬於這一類。[12] 這些系統不受監管，由於最大協調規則（英语：Maximum harmonisation），成員國不能施加額外的監管。關於此類系統的設計或使用的現有國家法律被推翻。然而，建議制定自願行為準則。[13]

### 豁免
第 2.3 和 2.6 條將用於軍事或國家安全目的或純粹科學研究和開發的人工智慧系統排除在《人工智慧法案》之外。
第 5.2 條僅禁止即時進行的演算法視訊監控。允許即時演算法視訊監控的例外情況包括警務目標，包括「真實且當前或真實且可預見的恐怖攻擊威脅」。
該法案第 31 條禁止“公共或私人行為者對自然人進行社會評分的人工智慧系統”，但允許“根據聯邦和國家法律為特定目的對自然人進行合法的評估實踐”。此豁免解釋為允許特定部門的社會評分系統， 例如法國家庭支付機構家庭分配銀行使用的懷疑評分。

### 機構管理
根據 2024 年 3 月 13 日歐洲議會立法決議，《人工智慧法案》第 64 條及以下條款中包括設立各種新機構。這些機構的任務是實施和執行《人工智慧法案》。由於歐盟和國家層面各機構和行為者的相互作用，該方法的特點是集中和分散以及公共和私人執法方面的多維結合。
將設立以下新機構：
- 人工智慧辦公室：隸屬於歐盟委員會，該機構將協調所有成員國人工智慧法案的實施，並監督通用人工智慧提供者的合規性。
- 歐洲人工智慧委員會：由每個成員國的一名代表組成，委員會將為委員會和成員國提供建議和協助，以促進《人工智慧法案》的一致和有效應用。其任務包括收集和分享技術和監管專業知識、提供建議、書面意見和其他建議。
- 諮詢論壇：該論壇的設立是為了向人工智慧委員會和歐盟委員會提供建議和提供技術專業知識，該論壇將代表均衡選擇的利益相關者，包括行業、新創企業、中小企業、民間社會和學術界，確保在實施和應用過程中，代表了廣泛的意見。
- 獨立專家科學小組：該小組將向人工智慧辦公室和國家當局提供技術建議和意見，執行通用人工智慧模型的規則（特別是透過向人工智慧辦公室發布可能風險的合格警報），並確保規則《人工智慧法案》的實施和實施符合最新的科學發現。

雖然計劃在歐盟層級建立新機構，但成員國必須指定「國家主管機關」。.這些當局將負責確保《人工智慧法》的適用和實施，並進行「市場監督」。他們將驗證人工智慧系統是否符合法規，特別是透過檢查合格評定的適當表現以及指定第三方進行外部合格評定。